# Aigua fosca
Aigua fosca (títol original: Dark Water) és una pel·lícula de terror japonesa dirigida per Hideo Nakata, estrenada el 2002. Ha estat doblada al català.

## Argument
Yoshimi Matsubara està divorciada, viu amb la seva filla de 6 anys, Ikuko, batallant cada dia: per trobar un treball, per obtenir un allotjament decent, per conservar la custòdia de la seva nena. De vegades a la vora de la crisi, Yoshimi troba en Ikuko la força per sortir-se'n. Creu veure el final del túnel quan troba una nova feina i un nou pis. No obstant això ràpidament es desencanta, perquè no triguen a manifestar-se estranys fenòmens, just a sobre ella. Fuites d'aigua, taques al sostre... i una misteriosa presència, com una ombra, com una noieta... de rostre fosc.

## Repartiment
- Hitomi Kuroki: Yoshimi Matsubara
- Rio Kanno: Ikuko Matsubara amb 6 anys
- Asami Mizukawa: Ikuko Matsubara amb 16 anys
- Mirei Oguchi: Mitsuko Kawai
- Fumiyo Kohinata: Kunio Hamada
- Yu Tokui: Ohta
- Isao Yatsu: Kamiya
- Shigemitsu Ogi: Kishida, l'advocat de Yoshimi
- Tarô Suwa: cap de Yoshimi Matsubara

## Premis i nominacions
- Nominació per al premi a la millor pel·lícula, en el Festival internacional del film de Catalunya 2002.
- Esment especial, en el Festival internacional del film de Catalunya 2002.
- Corb de diners, en el Festival internacional de cinema fantàstic de Brussel·les 2002.
- Gran Premi, Premi del jurat jove i Premi de la crítica internacional al festival Fantastic'Arts 2003.

## Al voltant de la pel·lícula
- Dark Water està basat en el recull homònim de novel·les curtes de Kôji Suzuki, l'autor de la novel·la Ring que servirà de base al film homònim ja dirigit per Hideo Nakata. Concretament, Dark Water és l'adaptació de la nova Aigua flotant continguda al recull.
- Un remake americà, dirigit per Walter Sales, amb Jennifer Connelly, es va estrenar l'any 2005: Dark Water.
- L'afer Elisa Lam va ser molt mediàtic l'any 2013 després de la difusió al gran públic d'un vídeo de vigilància on es pot veure la jove estudiant en un ascensor comportant-se de manera estranya, hores abans de la seva mort. Setmanes més tard, serà finalment trobada en un dels dipòsits d'aigua a la teulada de l'hotel on ella s'estava abans de la seva desaparició, els clients es queixaven de la qualitat de l'aigua. Les condicions d'aquesta descoberta macabra així com el tema de l'ascensor recorden el guió del film, estrenada onze anys abans (i el seu remake americà l'any 2005). El misteri dels últims instants d'Elisa Lam va generar moltes teories en l'opinió pública, algunes incloent hipòtesis paranormals, de vegades alimentades per les similituds amb els films.[3][4][5]